# Bjarne Møgelhøj
Bjarne Møgelhøj, född 14 maj 1944, är en dansk politiker, ekonom och tidigare partiledare för Centrum-Demokraterne. Han har även varit ordförande för Fællesforeningen for Danmarks Brugsforeninger (FDB), 1983-1998.
Bjarne Møgelhøj var Centrum-Demokraternes partiledare 2005-2007 och hade vid sin avgång 2007 bara varit medlem av partiet i tre år. Han röstade tidigare på Socialdemokraterne. I augusti 2007 offentliggjordes det att Møgelhøj lämnat Centrum-Demokraterne och blivit medlem i det nybildade Ny Alliance. Han gjorde klart att hans mål i Ny Alliance var detsamma som i Centrum-Demokraterne, att bryta den borgerliga koalitionsregeringens flertal i Folketinget.
Møgelhøj är riddare av 1:a graden av Dannebrogsorden.